# Río Kishon
El Río Kishon (en hebreo: נחל הקישון, Nachal HaKishon) es un río en Israel, que desemboca en el Mar Mediterráneo, cerca de la ciudad de Haifa.
El río Kishon tiene 70 kilómetros (43 millas) de largo con un corriente perenne. Su fuente más lejana es la montaña de Gilboa, y fluye en dirección oeste-noroeste a través del valle de Jezreel, que desemboca en la bahía de Haifa, en el Mar Mediterráneo. Su cuenca de drenaje, de 1.100 kilómetros cuadrados (420 millas cuadradas), incluye gran parte del Valle de Jezreel y la Galilea occidental, y partes del Monte Carmelo.
El Kishon o Cisón se menciona dos veces en la Biblia: 1 Reyes 18,40 menciona que es el lugar donde los profetas de Baal fueron ejecutados por orden de Elías; en Jueces 5,21 el río Cisón baña al ejército cananeo.